# Královský orchestr Concertgebouw
Královský orchestr Concertgebouw (nizozemsky Koninklijk Concertgebouworkest, mezinárodně známý v anglickém tvaru Royal Concertgebouw Orchestra) je symfonický orchestr sídlící v Amsterdamu. Jeho domovskou scénou je koncertní síň Concertgebouw, proslulá svou akustikou. Prestižní časopis Gramophone ho v roce 2008 vyhlásil nejlepším světovým orchestrem.

## Dějiny
Orchestr byl založen v roce 1888, několik měsíců po otevření sálu Concertgebouw v dubnu 1888. První koncert orchestru se uskutečnil 3. listopadu 1888 pod vedením Willema Kesa, který byl jeho prvním šéfdirigentem. V roce 1895 se šéfdirigentem stal Willem Mengelberg, který na tomto postu působil neobvykle dlouhé období, 50 let. Pod jeho vedením se orchestr vypracoval v mezinárodně uznávané symfonické těleso, které mimo jiné prosazovalo díla žijících skladatelů, jako byli Richard Strauss či Gustav Mahler. Kromě šéfdirigenta zde existoval post prvního a druhého dirigenta, mezi kterými se objevily osobnosti jako Bruno Walter a Eugen Jochum. V roce 1945 byl Mengelberg na základě pochybností o jeho vztahu s nacistickými okupanty odvolán. Od roku 1945 do roku 1965 zde pak působil jako šéfdirigent Eduard van Beinum, dříve druhý dirigent. Vystřídal ho Bernard Haitink. Post opustil až roku 1988. Na začátku osmdesátých let nizozemská vláda zamýšlela zredukovat obsazení orchestru o 23 hráčů, což ale Haitink odmítl s výhrůžkou odstoupení. Finanční situaci orchestru se nakonec podařilo stabilizovat i bez propouštění hráčů. Po odchodu Haitinka byl novým šéfdirigentem jmenován Riccardo Chailly. Stal se tak prvním vedoucím orchestru, který nebyl nizozemského původu. Vytvořil s orchestrem řadu významných nahrávek, mezi nimi kompletní cyklus Mahlerových symfonií. V roce 2002 byl za šéfdirigenta zvolen Lotyš Mariss Jansons, který funkci začal vykonávat 1. září 2004 a působil v ní do roku 2015. V roce 2016 ho nahradil Daniele Gatti, který byl odvolán v roce 2018 pro "nevhodné chování" k členkám orchestru.
Repertoár zahrnuje skladby od klasicismu po současnost, ovšem se silnou tradicí v interpretaci orchestračně velkolepých skladeb pozdního romantismu, především děl Richarda Strausse, Antona Brucknera a Gustava Mahlera. Těsný vztah má orchestr hlavně s Mahlerovou hudbou, sám skladatel zde dirigoval několik svých děl. Po jeho smrti orchestr pod vedením Mengelberga neúnavně prosazoval jeho tehdy ještě nedoceněné symfonie a cykly. Orchestr v letech 1920 a 1995 organizoval v Amsterdamu Mahlerův festival.